# 司法周刊
司法周刊 （Judicial Weekly；統一編號GPN：2007000090）是由中華民國司法院創辦，屬於報導司法領域的專業刊物。周刊於每周禮拜五出刊，全年51期，每期出刊1大張4個版面。第1版為重要司法新聞；第2及第3版為法學文章、司法實務及人文作品等；第4版以各法院新聞為主。且不定期擇重要法學方面的文章，以及最新的司法實務印製成司法文選別冊，隨周刊寄送。周刊亦歡迎各界人士對於司法實務的見解、以及法學的觀點闡述等之方面的投稿。

## 創辦宗旨
司法周刊其宗旨係以弘揚法治之精神、並改進司法業務、與交換法律方面的意見，以及普及法律常識爲其方向。由於周刊介紹司法現狀的新聞、及法律實務並法學研究等之文章，以供臺灣各界人士及其他各國人士瞭解台灣司法發展的方向、也提供法律人研究之參酌資訊。如此以促使臺灣的法治環境有進一步的完善，也對司法實務產生有力的增益效應及有效監督之影響。

## 歷史沿革
於1981年3月29日創辦發行至今，以紙版發行爲主；近年亦有網路版。紙本周刊需訂閱，周刊本文網路版、及文選別冊網路版自由提供。版本方面、於2006年（第1269期）之前及2006年（第1269期）至2014年10月（第1718期）的版本各期亦有提供部分版頁的查詢下載；但自2014年10月24日（第1719期）始，均有提供周刊全部版面、及文選別冊PDF檔，以及第1版與第4版全文的查詢下載。

## 參閱
- 司法院公報
- 法治時報
- 法治日報
- 法務通訊（法務通訊雜誌社出版品）
- 人民法院新闻传媒总社
- 正义网

## 外部連結
- 司法院全球資訊網-司法周刊 （页面存档备份，存于）
- 司法周刊法學文章上傳司法院網站
- 司法院全球資訊網-查詢服務-司法院公報 （页面存档备份，存于）
- 法務通訊 （页面存档备份，存于）
- 司法周刊-報考司法官、律師必讀 （页面存档备份，存于）